# Antemio de Trales

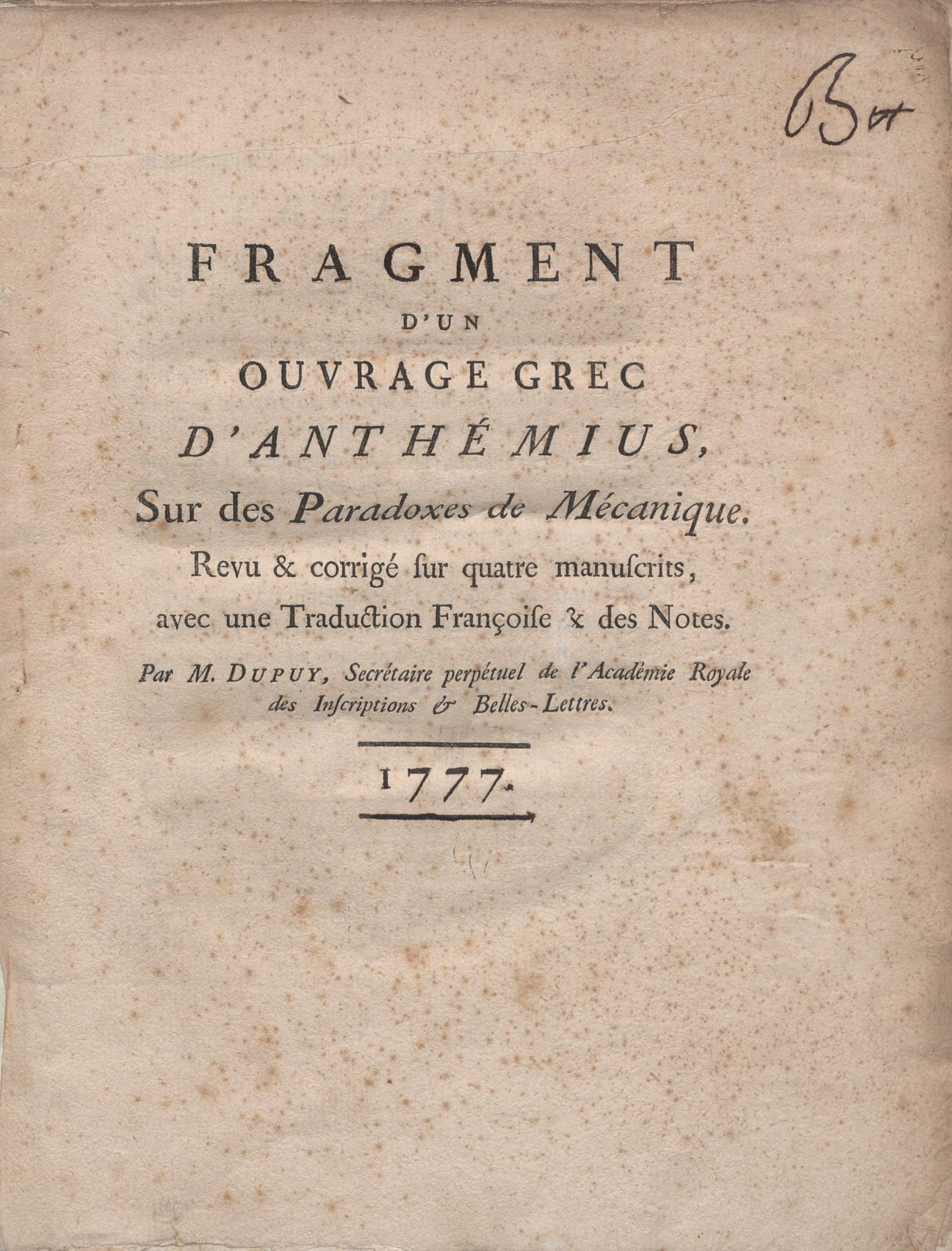
Fragmento de una obra griega de Antemio sobre las paradojas de la mecánica

Antemio de Trales (en griego antiguo: Ἀνθέμιος ὁ Τραλλιανός; Tralles, ca. 474 -ca. 558) fue un arquitecto y profesor de geometría griego, famoso por ser uno de los dos arquitectos, junto con Isidoro de Mileto, de la basílica de Santa Sofía de Constantinopla (Estambul). 

## Biografía

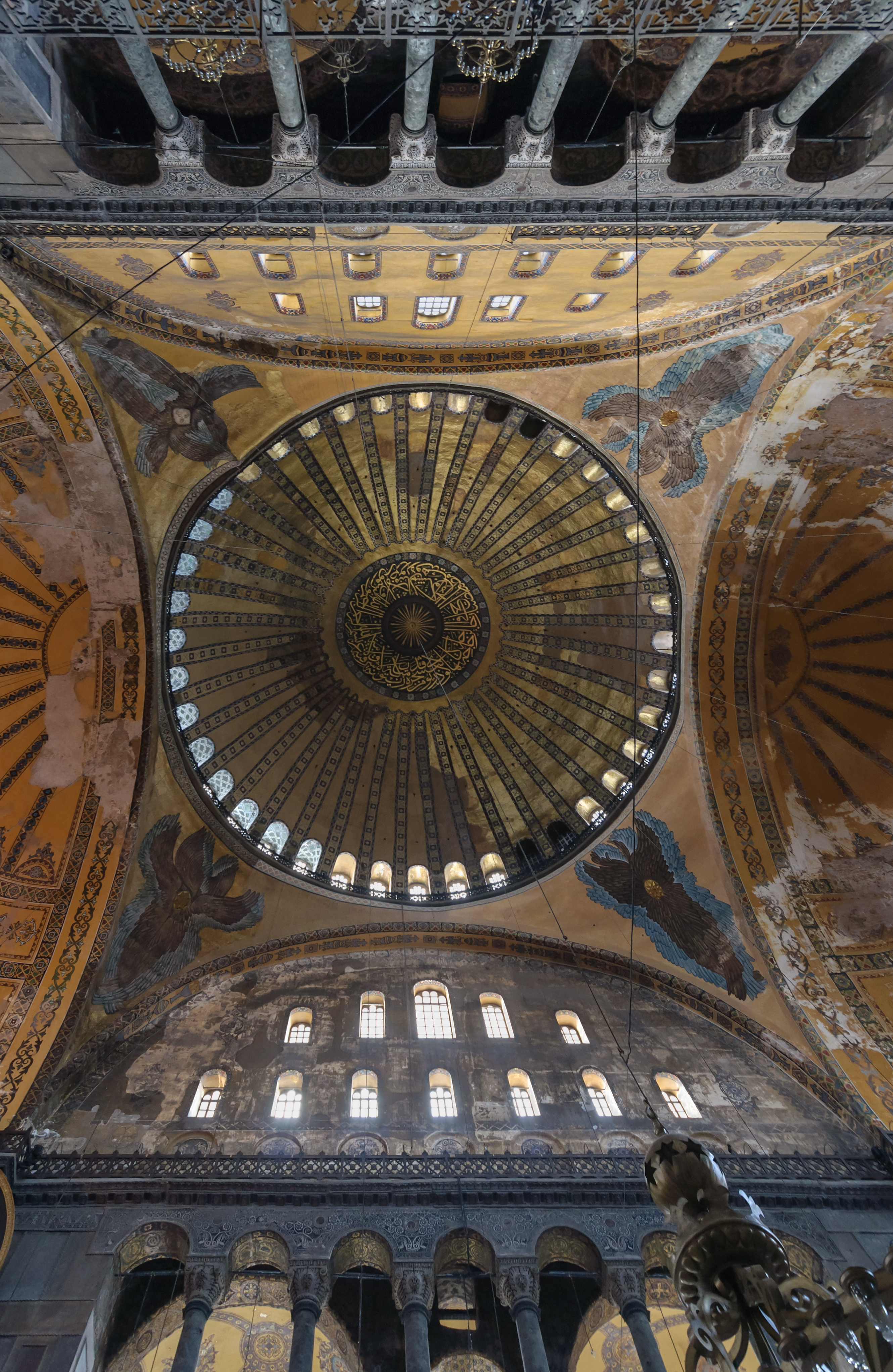
Vista interior de la cúpula de la iglesia de Santa Sofía que diseñó Antemio de Tralles. Estambul, Turquía.

Procedía de una familia culta: su padre, Estéfano, era médico, como dos de sus hermanos, otro era abogado y a un cuarto se le describía como «hombre de letras».
La construcción de la basílica se realizó del 532 al 537, aunque debido a un derrumbamiento de la cúpula en el 562 hubo que retocarla. El encargo vino de mano del emperador bizantino Justiniano I. Lo más destacado de la obra es su cúpula, que descansa en un gran cuadrado sobre cuatro pechinas y acaba en cuarenta ventanas que dan la apariencia de sostener la cúpula en un mar de luz.
Su talento parece que abarcaba también la ingeniería, ya que se dice que le fue encargado reparar las defensas contra las inundaciones en Dara, una fortificación bizantina en Siria. También fue un matemático capaz. Describió la construcción de una elipse y escribió un libro sobre las secciones cónicas, que fue de mucha utilidad para proyectar la cúpula de Santa Sofía. Compiló un estudio sobre las configuraciones en espejo en su obra sobre dispositivos mecánicos que fue conocida por los matemáticos árabes como Ibn al-Haytham.
Louis Dupuy (1709 - 1795) publicó en 1777 un fragmento de su tratado Sobre las lentes que queman con el título Περί παραδόξων μηχανημάτων (Sur des paradoxes de mécanique: Sobre las paradojas de la mecánica), y también apareció en 1786 en el volumen 42 de la Histoire de l'Academie des Instrumentistes. A. Westermann publicó una edición crítica de esta obra en su Παραδοξογράφοι (Scriptores rerum mirabilium Graeci, Paradoxógrafos griegos) en 1839.